# رودريغو مينيزيس
رودريغو مينيزيس هو لاعب كرة قدم برازيلي، ولد في 9 أغسطس 1988 في تاجواتينجا في البرازيل.